# ویلهلم مایباخ
ویلهلم مایباخ (به آلمانی: Wilhelm Maybach) (تولد ۹ فوریه ۱۸۴۶ درهایلبرون – مرگ ۲۹ دسامبر ۱۹۲۹ در اشتوتگارت) صنعتگر و طراح پیشرانه آلمانی بود که به پادشاه طراحان معروف شد. وی در سال ۱۸۹۰ به‌همراه گوتلیب دایملر شرکت دایملر-موتورن را تأسیس نموده و اقدام به توسعه موتورهای درون‌سوز پر سرعت قابل استفاده در زمین، آب و هوا نموده و اولین موتورسیکلت و قایق موتوری در جهان را به‌وجود آوردند. آن‌ها نخستین خودروی خود را در سال ۱۸۹۲ به‌فروش رساندند. در سال ۱۹۲۴، مدیریت وقت قرارداد همکاری بلندمدتی را با کارل بنز و شرکت وی؛ بنز اند سی امضا کرد، که در تاریخ ۲۸ ژوئیه ۱۹۲۶ به ادغام این دو شرکت انجامید. شرکت جدید ،دایملر-بنز نام گرفت، که در حال حاضر به عنوان بخشی از شرکت خودروسازی دایملر آگ و تحت برند مرسدس بنز عرضه می‌شود. همچنین برند مایباخ در سال ۱۹۰۹ به‌وسیلهٔ وی در شهر اشتوتگارت، آلمان تأسیس شد که یکی از شرکت‌های زیرمجموعهٔ شرکت دایملر است.
```
===زندگی و دستاوردهای کلیدی===
```

۱. اوایل زندگی و همکاری با گوتلیب دایملر
مایباخ در ۹ فوریه ۱۸۴۶ در هایلبرون آلمان متولد شد و پس از یتیم شدن، استعدادش در مهندسی توسط یک کشیش کشف شد .
در سال ۱۸۶۵ با گوتلیب دایملر آشنا شد و این همکاری به ایجاد اولین موتورسیکلت جهان (۱۸۸۵) و اولین خودروی چهارچرخ (۱۸۸۶) منجر شد .
۲. اختراعات انقلابی
طراحی موتورهای پرسرعت با سیستم جرقه‌زنی لوله‌ای و رادیاتور لانه‌زنبوری .

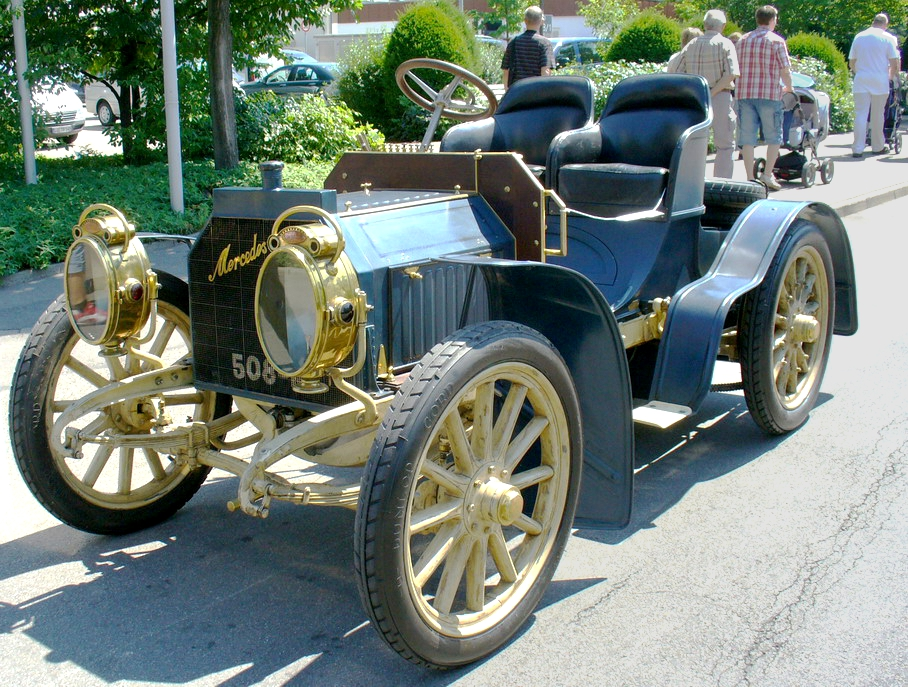
مرسدس سیمپلکس

توسعه مرسدس سیمپلکس (۱۹۰۱)، خودرویی که با عملکرد بالا و طراحی سبک، صنعت را متحول کرد .
۳. تأسیس برند مایباخ
پس از اختلافات با شرکت دایملر، در ۱۹۰۹ شرکت Luftfahrzeug-Motorenbau (بعدها مایباخ) را تأسیس کرد و به تولید موتورهای هواپیما و خودروهای لوکس پرداخت .
مدل‌هایی مانند مایباخ W3 (۱۹۲۱) و Zeppelin (۱۹۳۰) از شاهکارهای این برند بودند .

### میراث ماندگار
مایباخ در ۲۹ دسامبر ۱۹۲۹ درگذشت، اما نوآوری‌هایش پایه‌گذار فناوری‌های مرسدس بنز و دیگر برندها شد .
امروزه، برند مرسدس-مایباخ با مدل‌هایی مانند S-Class و GLS، ادامه‌دهنده روحیه لوکس‌گرایی اوست 
شرکت دایملر در دسامبر سال ۲۰۱۲ میلادی به تولید خودرو تحت برند مایباخ پایان داد و علت آن را فروش ناچیز این خودرو و زیان‌ده بودن در فاصلهٔ زمانی سال‌های ۲۰۰۲ تا ۲۰۱۲ میلادی اعلام کرد.